# William De Amorim
William Douglas De Amorim (Votorantim, 15 december 1991) is een Braziliaans voetballer die doorgaans speelt als linksbuiten. In juli 2023 verliet hij União Luziense.

## Clubcarrière
William speelde in Brazilië in de jeugd van Atlético Sorocaba en Corinthians, voor hij in 2007 bij Arapongas terechtkwam. Drie jaar later vertrok de vleugelspeler naar Europa, waar hij voor Astra Giurgiu ging voetballen. Zijn debuut in het eerste elftal maakte de Braziliaan op 13 mei 2011, toen op bezoek bij Unirea Urziceni met 0–3 gewonnen werd. William begon op de bank en mocht in de tweede helft zijn entree maken. Het eerste doelpunt van de linksbuiten voor Astra volgde op 14 april 2012, toen met 0–4 gewonnen werd van Sportul Studențesc. Vanaf het seizoen 2013/14 speelde William met Astra ook in de UEFA Europa League. In 2014 won de club twee prijzen; de beker en de supercup werden gewonnen. Door de bekerwinst kwam de club in het seizoen erna opnieuw uit in de Europa League. William wist dit seizoen één Europese goal te maken. Op 6 november 2014 scoorde hij in de thuiswedstrijd tegen Celtic. Nadat Stefan Johansen de score had geopend, tekende de Braziliaan elf minuten voor het einde van de wedstrijd voor de gelijkmaker. In de zomer van 2016 maakte William de overstap naar Steaua Boekarest, waar hij zijn handtekening zette onder een verbintenis voor de duur van vijf seizoenen. In zijn eerste seizoen bij Steaua speelde hij tweeëndertig wedstrijden, maar in de eerste helft van het seizoen 2017/18 speelde hij slechts zeven duels. In de winterstop nam Kayserispor hem voor een halfjaar op huurbasis over. Een halfjaar na zijn terugkeer in de Roemeense hoofdstad werd William opnieuw verhuurd, ditmaal aan Xanthi. Na periodes bij Altay en Bento Gonçalves kwam William terecht bij Academica Clinceni. Van januari tot maart 2023 speelde de vleugelspeler voor São Luiz, om in mei van dat jaar voor União Luziense te tekenen.

## Clubstatistieken
| Seizoen | Club             | Competitie        | Competitie | Competitie | Beker | Beker | Internationaal | Internationaal | Totaal | Totaal |
| Seizoen | Club             | Competitie        | Wed.       | Dlp.       | Wed.  | Dlp.  | Wed.           | Dlp.           | Wed.   | Dlp.   |
| ------- | ---------------- | ----------------- | ---------- | ---------- | ----- | ----- | -------------- | -------------- | ------ | ------ |
| 2010/11 | Astra Giurgiu    | Liga 1            | 1          | 0          | 0     | 0     | —              | —              | 1      | 0      |
| 2011/12 | Astra Giurgiu    | Liga 1            | 13         | 2          | 0     | 0     | —              | —              | 13     | 2      |
| 2012/13 | Astra Giurgiu    | Liga 1            | 21         | 0          | 2     | 0     | —              | —              | 23     | 0      |
| 2013/14 | Astra Giurgiu    | Liga 1            | 30         | 4          | 5     | 0     | 8              | 0              | 43     | 4      |
| 2014/15 | Astra Giurgiu    | Liga 1            | 31         | 5          | 6     | 0     | 10             | 1              | 47     | 6      |
| 2015/16 | Astra Giurgiu    | Liga 1            | 30         | 5          | 3     | 0     | 6              | 0              | 39     | 5      |
| 2016/17 | Astra Giurgiu    | Liga 1            | 3          | 0          | 1     | 1     | 2              | 0              | 6      | 1      |
| 2016/17 | Steaua Boekarest | Liga 1            | 32         | 2          | 3     | 0     | 6              | 0              | 41     | 2      |
| 2017/18 | Steaua Boekarest | Liga 1            | 7          | 1          | 2     | 1     | 3              | 0              | 12     | 2      |
| 2017/18 | → Kayserispor    | Süper Lig         | 12         | 1          | 3     | 1     | —              | —              | 15     | 2      |
| 2018/19 | Steaua Boekarest | Liga 1            | 0          | 0          | 0     | 0     | 0              | 0              | 0      | 0      |
| 2018/19 | → Xanthi         | Super League      | 11         | 0          | 0     | 0     | —              | —              | 11     | 0      |
| 2019/20 | → Xanthi         | Super League      | 26         | 2          | 2     | 1     | —              | —              | 28     | 3      |
| 2020/21 | Altay            | 1. Lig            | 2          | 0          | 1     | 0     | —              | —              | 3      | 0      |
| 2021    | Bento Gonçalves  | Campeonato Gaúcho | 9          | 1          | 1     | 0     | —              | —              | 10     | 1      |
| 2021/22 | Clinceni         | Liga 1            | 29         | 0          | 1     | 0     | —              | —              | 30     | 0      |
| 2023    | São Luiz         | Campeonato Gaúcho | 5          | 0          | 1     | 0     | —              | —              | 6      | 0      |
| Totaal  | Totaal           | Totaal            | 262        | 23         | 31    | 4     | 35             | 1              | 328    | 28     |

Bijgewerkt op 30 november 2024.

## Erelijst
| Liga 1             | 1 | 2015/16    |
| Cupa României      | 1 | 2013/14    |
| Supercupa României | 2 | 2014, 2016 |